# اندرو (ویرجینیای غربی)
اندرو (به انگلیسی: Andrew) یک منطقهٔ مسکونی در ایالات متحده آمریکا است که در شهرستان بونی، ویرجینیای غربی واقع شده است. اندرو ۲۶۳٫۹۶ متر بالاتر از سطح دریا قرار دارد.